# Едвиг Дантикат
Едвиг Дантикат (19. јануар 1969. — Порт о Пренс) хаићанско-америчка је списатељица романа и кратких прича и борац за људска права.

## Биографија
Едвиг Дантикат је рођена у Порт о Пренсу, Хаити. Када је имала две године, њен отац је емигрирао у Њујорк, а после две године и њена мајка је отишла у Сједињене Америчке Државе. Са својим братом, Едвиг је остала у Хаитију, где је одрастала са ујном и ујаком. Иако је њено формално образовање било на француском, она је говорила и хаићански креолски језик.
Са девет година почела је активно да пише, а са дванаест се преселила код родитеља у Сједињене Америчке Државе, где је такође наставила да пише.

## Каријера
Године 1993. Дантикат је завршила магистарске студије на Браун Универзитету и стекла звање магистра ликовних уметности у креативном писању. Магистарски рад је писала на тему даха, очију, сећања, све у уметничком стилу и рад је објављен у Сохо новинама 1994. године. По завршетку студија, Дантикат је предавала креативно писање на Универзитету у Њујорку и на Универизетиту у Мајамију. Њене приче су се појавиле у преко 25 романа и антологија, а превођене су и на неколико језика међу којима су јапански, француски, корејски, немачки, италијански, шпански и шведски. Дантикат је борац за људска права Хаићана на Хаитију и Хаићана који су емигрирали у иностанство.

## Лични живот
Едвиг Дантикат је удата за Феда Бојера. Имају двоје деце, Миру и Лејлу.

## Најпознатија дела
- Дах, очи, сећање (роман, 1994)
- Узгој костију (роман, 1998)
- Иза планина (роман за младе особе, 2002, део Прва људска предвиђања серије)
- Брате, ја умирем (друштвено-меморијална критика, 2007)
- Лептиров начин (антологија)
- Шаторски живот: Хаити (есеј, 2011)
- Хаићански злочин (антологија, 2011)
- Мамин ноћни славуј (сликовита књига, 2015)
- Распредати (роман за младе особе, 2015)